# Sefwi Wiawso
Sefwi Wiawso er en hovedbyen i Sefwi-Wiawso kommunale distrikt og administrationsby i regionen Western North i Ghana. Wiawso fungerer som det traditionelle sæde for Omanhene i det traditionelle område Sefwi-Wiawso. Byen Wiawso startede på en bakketop med Sefwi-Dwenase-bydelene i lavlandet. Med tiden er Wiawso og Sefwi-Dwenase bundet tættere sammen, og næsten alle finansielle institutioner, offentlige kontorer, lastbilterminaler og hovedmarkedet, der alle ligger i Sefwi Dwenase. Wiawso er kendt for at producere tømmer, kakao og cashewnødder. Sefwi Wiawso kommune er en af Ghanas 261 storby-, kommunale og distriktsforsamlinger (MMDA'er) og medlem af de 22 MMDA'er i den vestlige nordlige region. Det lovgivende instrument (LI) 1386, som blev vedtaget i 1988, dannede kommunen og udpegede Wiawso som dens officielle hovedstad. Baseret på folketællingen og boligtællingen fra 2021 bor der 151.220 mennesker i kommunen, herunder 75.905 mænd og 75.315 kvinder.

## Historie
Ligesom enhver anden township eller landsby i Ghana, der har et navn, er der en særlig historie og en historie bag navnet Sefwi Wiawso. Jorden, som Sefwi Wiawso ligger på, var engang et krat af skov med et væld af vildt og frugtbar jord, som med tiden blev udnyttet til kakaofarms. Blandt de tidlige bosættere var familien til den daværende konge, Nana Kwasipanin Bumankama, og hans kone Kooko Adwoa.
Man mente, at den første kvinde i området etablerede en jordnøddefarm på toppen af bakken, så de fik meget sollys det meste af dagen. Hun kaldte senere stedet for sin farm "Eyia wo so", hvilket bogstaveligt talt betyder, at der er masser af sollys her. Det er det, der nu er blevet kendt som Sefwi Wiawso. Kongen indså senere, at højlandet er et velegnet sted at bosætte sig, og en gunstig strategisk placering, hvor man kunne se ankommende fjender i lavlandet.
Folket flyttede derfor og etablerede deres nye by i Sefwi Wiawso-højlandet under Nana Bumankama, den sjette konge af Sefwiområdet.

## Jødisk samfund
Sefwi Wiawso er hjemsted for et jødisk samfund kendt som Israels Hus, der vedligeholder Sefwi Wiawso-synagogen.

## Økonomi
Landbrug er hovedaktiviteten i Wiawso, og omkring 80% af den erhvervsaktive befolkning er beskæftiget i denne sektor, som udgør den primære indkomstkilde. Der er tre fremtrædende typer drift i området: husdyrbrug, fødevareproduktion og salg af afgrøder. Den mest dominerende blandt salgsafgrøderne er kakao.

## Turisme
Guds træ (Nyame Dua). Guds træ ligger ved Nyamebekyere, omkring 5 km fra Sefwi Wiawso. Det siges, at for omkring 150 år siden slog en landmand en machete ind i træstubben, hviklket stadig er synligt i træstammen. Træet har vokset uafbrudt lige siden, og i dag omslutter træstammen macheten fuldstændigt.
Abombirim hellige skildpaddeskov er et helligt skovreservat, hvor der lever en kæmpeskildpadde. Når man ser skildpadden og løfter den, bliver der totalt mørke i skoven. Indtil skildpadden vender tilbage til lyset igen, vil man ikke kunne finde en vej ud af skoven. Skoven ligger på Sefwi Boako, 21 km fra Sefwi Wiawso.
Forfædres hul ligger ved Sefwi Bosomoiso, omkring 4 km fra hovedstaden Sefwi Wiawso. Det menes, at den kongelige familie i Bosomoiso-samfundet stammer fra dette hul. Det menes at være et bundløst hul omgivet af træer, men der falder ingen blade ned i det. Hullet har angiveligt helbredende kræfter.